# زیرتس
زیرتس (به مجاری:  Zirc) یک منطقهٔ مسکونی در مجارستان است که در ناحیه زیرتس واقع شده‌است. زیرتس ۳۷٫۴ کیلومتر مربع مساحت و ۷٬۱۵۷ نفر جمعیت دارد.

## خواهرخوانده
شهرهای پلهایم، برئول و سوبتیتسا خواهرخوانده‌های زیرتس هستند.